# مارتیروس بادالیان
مارتیروس خاچاطوری بادالیان (ارمنی: Մարտիրոս Խաչատուրի Բադալյան؛ زاده ۲۶ ژوئیهٔ ۱۹۵۲) نقاش اهل ارمنستان است.

## زندگی‌نامه
وی در ۲۶ ژوئیهٔ ۱۹۵۲ در بانانتس در به دنیا آمد و از کالج دولتی هنرهای زیبای پانوس ترلمزیان (۱۹۷۲)، انستیتو دولتی هنری و نمایشی ایروان (۱۹۷۵) فارغ‌التحصیل گشت. وی از سال ۱۹۶۴ در شهر ایروانسکونت دارد. وی عضو اتحادیه نقاشان ارمنستان می‌باشد. وی همچنین برنده جوایزی همچون نقاش شایسته جمهوری ارمنستان (۲۰۲۰) شد.